# G101国道
座標: 北緯42度03分27秒 東経121度31分19秒 / 北緯42.0575949度 東経121.5219239度

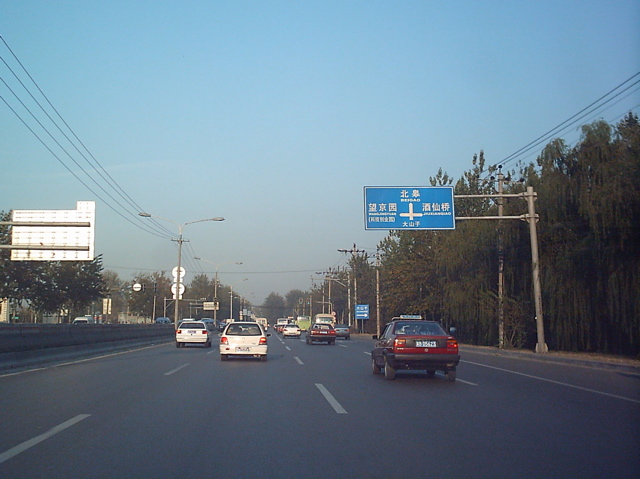
G101国道（北京市大山子で北京市中心部方面を望む）

G101国道（じーいちまるいち国道、中国語: 101国道）は京瀋国道とも呼ばれ、中国北京市東直門から東へ向かい、河北省を通り、終点は遼寧省瀋陽市までの国道である。全長は909キロメートル (km)。

北京から京承高速道路に沿って行くが、出発点近くではむしろ首都空港高速道路に沿っている。終点までに、北京市密雲区、河北省承徳市、遼寧省阜新市、朝陽市などを経由する。また途中、北京二環路 - 六環路、G111国道、G112国道、G304国道、瀋陽環状高速道路などと交差する。
途中通過する各主要都市内では、次のような名称で呼んでいる。
- 北京市：京順路、京瀋路、西大橋路、新南路
- 河北省承德市：半壁山路
- 遼寧省朝陽市：瀋承大街
- 遼寧省瀋陽市：京瀋公路、道義大街、黄河北大街

## 里程表
| 城市名       | 累計距離(km) |
| ------------ | ------------ |
| 北京市       | 0            |
| 北京市密雲区 | 65           |
| 河北省灤平県 | 165          |
| 河北省承徳市 | 226          |
| 河北省平泉市 | 317          |
| 遼寧省凌源市 | 401          |
| 遼寧省建平県 | 429          |
| 遼寧省朝陽市 | 513          |
| 遼寧省彰武県 | 772          |
| 遼寧省瀋陽市 | 909          |

## 参照項目
- 中国の高速道路一覧
- 中国の国道